# Astrolabe Glacier
Astrolabe Glacier är en glaciär i Antarktis. Den ligger i Östantarktis. Frankrike gör anspråk på området. Astrolabe Glacier ligger 122 meter över havet. Arean är 96 kvadratkilometer.
Terrängen runt Astrolabe Glacier är kuperad åt sydväst, men åt nordost är den platt. Trakten är glest befolkad. Närmaste befolkade plats är Dumont d'Urville Station, 9,9 kilometer norr om Astrolabe Glacier. 